# 俄罗斯帝国商务部
俄罗斯帝国商务部是俄罗斯帝国的中央国家机关之一，主管对外贸易和国内贸易。存在时间为1802年9月8日—1810年8月17日。
根据1802年9月8日的法令，它是作为内阁一部而设立的。前商业委员会隶属于商务大臣，部门分为4个机构：对外贸易司、国内贸易司、通信和海关事务司以及商业委员会。加夫利尔-加加林在1800-1801年（部委成立前）担任商业大臣，尼古拉-鲁米扬采夫在1801-1810年担任商务大臣。
1803年，商业部成立。直到1810年8月17日的法令，商业部被解散，其权限划归其他各部：外贸和海关事务被移交给财政部，国内贸易和通信事务被移交给内政部。